# Moghania hockii
Moghania hockii là một loài thực vật có hoa trong họ Đậu. Loài này được (De Wild.) H.L. Li mô tả khoa học đầu tiên năm 1944.